# Pere Arcas
Pere Arcas (Barcelona, 1964) és un guionista català. Llicenciat en Ciències de la Informació per la Universitat Autònoma de Barcelona i diplomat en Direcció Teatral per l'Institut del Teatre de Barcelona. Treballa com a redactor, guionista, realitzador o director de programes. Actualment és cap del departament de programes d'aprenentatge de Televisió de Catalunya, des d'on es produeixen continguts per a totes les plataformes tecnològiques de comunicació. Des d'aquest departament s'han produït programes com Quèquicom, Una mà de contes, Qui els va parir!, Latituds, Bit@Bit, Play, Salut!, Atrapasons, 10 cites o Jugamón.